# Derek Meister

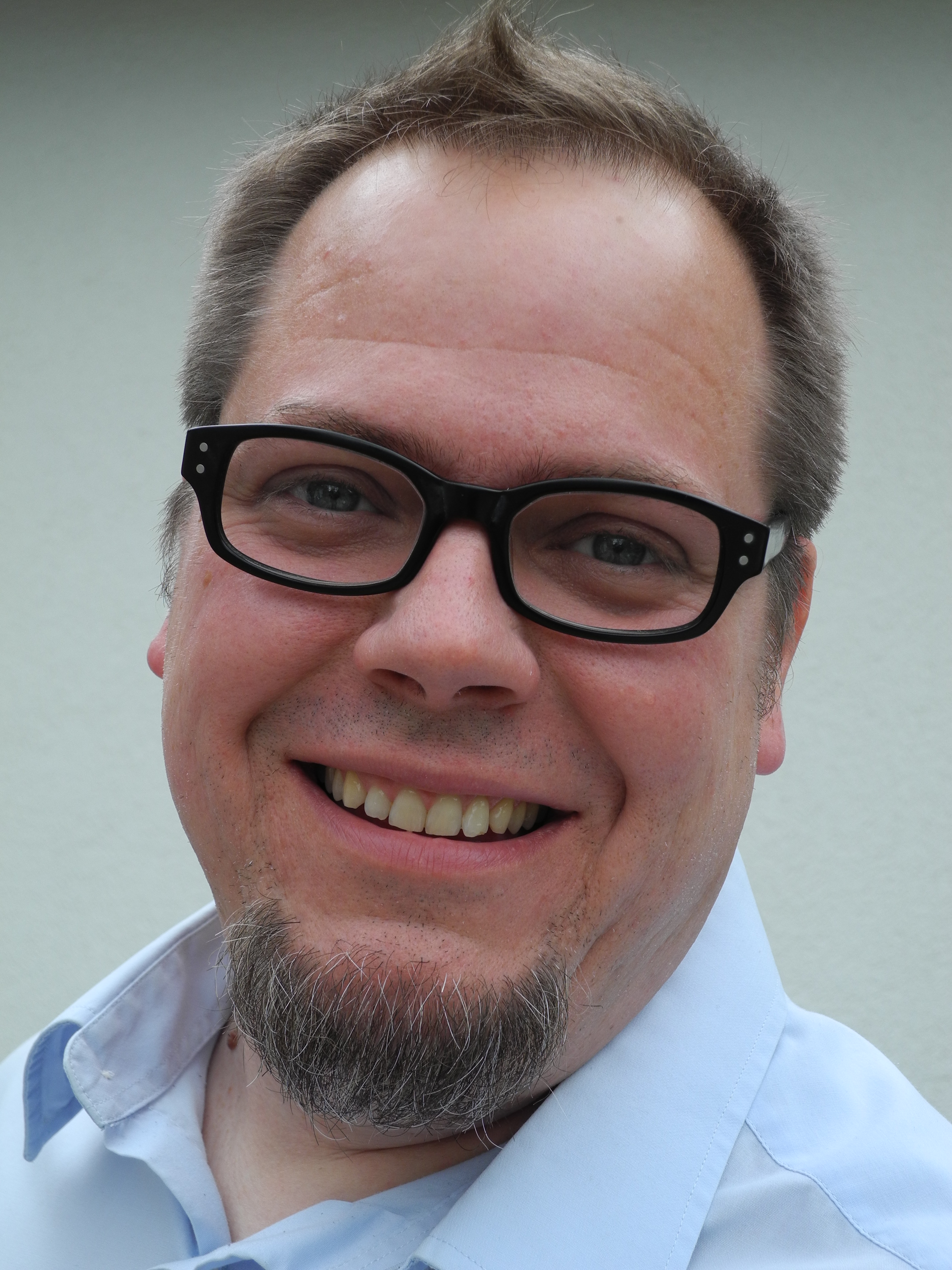
Derek Meister, 2014

Derek Meister (* 29. August 1973 in Hannover) ist ein deutscher Schriftsteller und Drehbuchautor. Er publiziert auch unter den Pseudonymen Marc Jansen und Aaron Sander.

## Leben
Derek Meister studierte Film- und Fernsehdramaturgie an der Hochschule für Film und Fernsehen „Konrad Wolf“ in Potsdam/Babelsberg. Während des Studiums wurden Drehbücher vom ZDF realisiert. Er wurde mit Weg! für den First Steps Award nominiert. Außerdem gewann das Spiel Wiggles, für das er das Drehbuch verfasste, Branchenpreise.
Bekannteste Werke sind die historischen Kriminalromane um den Lübecker Kaufmann Rungholt. Der Band Rungholts Ehre wurde für den Friedrich-Glauser-Preis in der Sparte „Bestes Krimi-Debüt“ nominiert.
Derek Meister ist mit Marion Meister verheiratet und arbeitet seit 1999 als freier Autor.

## Werke

### Thriller
- Der Jungfrauenmacher. Blanvalet Verlag, 2015
- Die Sandwitwe. Blanvalet Verlag, 2016
- Blutebbe. Blanvalet Verlag, 2017
- Stream. Blanvalet Verlag, 2018

Unter dem Pseudonym Aaron Sander
- Schmerzwinter, Bastei Lübbe Verlag 2022
- Totenlichter, Bastei Lübbe Verlag 2023

### Krimis
Unter dem Pseudonym Marc Jansen
- Unter falscher Flagge. Der erste Fall für Polizeitaucherin Svea Roth. Fischer Verlag, Frankfurt am Main 2023, ISBN 978-3-596-70657-0.
- Unter Druck. Der zweite Fall für die Polizeitaucherin Svea Roth. Fischer Verlag, Frankfurt am Main 2024, ISBN 978-3-596-70672-3.

### Historische Romane
- Rungholts Ehre. Blanvalet Verlag, 2006
- Rungholts Sünde. Blanvalet Verlag, 2007
- Knochenwald. Blanvalet Verlag, 2008
- Todfracht. Blanvalet Verlag, 2009
- Flutgrab. Blanvalet Verlag, 2012

### Jugend-Thriller
- Ghosthunter: Das Licht, das tötet. Loewe Verlag, 2009
- Ghostfighter: Das Licht, das tötet. Loewe Verlag, 2010
- Ghostmaster: Das Licht, das tötet. Loewe Verlag, 2011

### Kinderbücher
- Sternenschiff Argon: Fantastische Entdeckungen. Band 1 (mit Marion Meister), Coppenrath Verlag, 2016
- Sternenschiff Argon: Der Wolkenplanet. Band 2 (mit Marion Meister), Coppenrath Verlag, 2016
- Sternenschiff Argon: Der Weltenmacher. Band 3 (mit Marion Meister), Coppenrath Verlag, 2017

- Das Grosse Drachenrennen – Drachenhof Feuerfels. Band 1 (mit Marion Meister), Loewe Verlag, 2006
- Der magische Drachenstein – Drachenhof Feuerfels. Band 2 (mit Marion Meister), Loewe Verlag, 2006
- Der Fluch des Drachenvolks – Drachenhof Feuerfels. Band 3 (mit Marion Meister), Loewe Verlag, 2007
- Der Dämon der Drachenstadt – Drachenhof Feuerfels. Band 4 (mit Marion Meister), Loewe Verlag, 2007
- Die Macht der Drachenmönche – Drachenhof Feuerfels. Band 5 (mit Marion Meister), Loewe Verlag, 2008
- Die vergessene Drachenfestung – Drachenhof Feuerfels. Band 6 (mit Marion Meister), Loewe Verlag, 2009

### Drehbücher
- 1989: Augusthitze (Kurzfilm)
- 1992: Achterbahn (Fernsehserie)
- 2002: Dein Mann wird mir gehören!
- 2002: Weg!
- 2003: Mit Herz und Handschellen (Fernsehserie)
- 2006: Drawn in Blood
- 2006: Zwei zum Fressen gern
- 2008: Die Jagd nach dem Schatz der Nibelungen
- 2010: Die Jagd nach der Heiligen Lanze
- 2011: Geister all inclusive
- 2011: Nina Undercover – Agentin mit Kids
- 2011: Bermuda-Dreieck Nordsee
- 2012: Die Jagd nach dem Bernsteinzimmer
- 2013: Helden – Wenn dein Land dich braucht